# Javier Cámara
Javier Cámara (Albelda de Iregua, La Rioja, 19 de janeiro de 1967) é um ator espanhol.
Durante a adolescência estudou na Universidad Laboral de Lardero. Lá entrou em contato com um grupo de jovens aficcionados por teatro, dirigidos pelo professor Fernando Gil. Este professor incentivou Javier Cámara a ir a Madri estudar arte dramática na Real Escuela Superior de Arte Dramático. Para se sustentar durante seus estudos em Madri, Javier Cámara trabalhava em salas de cinema da cidade.
Inicia no teatro profissional em 1991, atuando em El Caballero de Olmedo, peça de Lope de Vega. Em 1993, participa do filme Rosa Rosae, de Fernando Colomo.
No entanto, a fama em toda Espanha seria alcançada somente em 1999, com a participação na comédia 7 Vidas, produzida para a televisão espanhola. Nesta comédia, Cámara atuou como Paco Gimeno, papel que lhe rendeu um enorme reconhecimento do público e da crítica. Em 2001, atua em Lúcia y el sexo, de Julio Medem.
No ano 2000, abandona o programa 7 Vidas para atuar em Hable con ella  (Fale com ela), filme de Pedro Almodóvar, ganhador do Oscar de Melhor Roteiro Original em 2003 e do Globo de Ouro de melhor filme estrangeiro de 2002. Desta forma, Cámara passa a integrar o seleto grupo dos "meninos de Almodóvar", consagrando-o definitivamente como um dos atores mais populares da Espanha.
Em 2003, trabalha com Pablo Berger, em Terremolinos 73, e com Joaquín Oristrell, em Los abajo firmantes.
No ano de 2004, Cámara volta a trabalhar com Pedro Almodóvar no polêmico La mala educación (Má educação). Em 2005, Cámara atuou em dois filmes que entraram em cartaz simultaneamente na Espanha: La vida secreta de las palabras, de Isabel Coixet; e Malas temporadas, produzido por Manuel Martín Cuenca. Em setembro de 2006 estreou o filme Alatriste, no qual Cámara encarna o Conde-Duque de Olivares. Este filme é, até o momento, o mais caro de toda a história do cinema espanhol, produzida em parceria com Telecinco, canal de televisão espanhol.
Em 2014, ganhou o Prêmio Goya de melhor ator pela sua atuação no filme Vivir es fácil con los ojos cerrados.

## Filmografia
- Vivir es fácil con los ojos cerrados, de David Trueba (2013)
- Los Amantes Pasajeros, de Pedro Almodovar (2013)
- ¿Para qué sirve un oso?, de Tom Fernández (2011)
- Que se mueran los feos, de Nacho G. Velilla (2010)
- Los girasoles ciegos, de José Luis Cuerda (2008)
- Fuera de carta, de Nacho G. Velilla (2008)
- Paris je t´aime, de Isabel Coixet (2006)
- Ficción, de Cesc Gay (2006)
- Alatriste, de Agustín Díaz Yanés (2006)
- Malas temporadas, de Manuel Martín Cuenca (2005)
- La vida secreta de las palabras, de Isabel Coixet (2005)
- La mala educación, de Pedro Almodóvar (2004)
- Los abajo firmantes, de Joaquín Oristrell (2003)
- Torremolinos 73, de Pablo Berger (2003)
- Hable con ella, de Pedro Almodóvar (2002)
- Lucía y el sexo, de Julio Medem (2001)
- Dinosaurio, de Ralph Zondag e Eric Leighton (2000)
- Cuarteto de La Habana, de Fernando Colomo (1999)
- Torrente: El brazo tonto de la ley, de Santiago Segura (1998)
- Corazón loco, de Antonio Del Real (1996)
- ESO, de Fernando Colomo (1995)
- Alegre ma non troppo, de Fernando Colomo (1994)
- Rosa rosae, de Fernando Colomo (1993)